# Blue Soul
Blue Soul — студійний альбом американського джазового трубача Блу Мітчелла, випущений у 1959 році лейблом Riverside Records.

## Опис
Свій третий альбом як соліст джазовий трубач Блу Мітчелл записав 28 вересня 1959 року (на студії Reeves Sound Studios в Нью-Йорку). Альбом під назвою Blue Soul вийшов на лейблі Riverside (RLP 12-309) у тому ж 1959 році. Після повернення в Маямі, до Мітчелла приєднались тромбоніст з Детройта Кертіс Фуллер та тенор-саксофоніст з Філадельфії Джиммі Гіт. У записі також взяли участь піаніст Вінтон Келлі, басист Сем Джонс і ударник Філлі Джо Джонс. Окрім цього, у підготовці матеріалу взяв участь тенор-саксофоніст Бенні Голсон, який виступив як аранжувальник.

## Список композицій
1. «Minor Vamp» (Бенні Голсон) — 3:42
2. «The Head» (Блу Мітчелл) — 4:28
3. «The Way You Look Tonight» (Дороті Філдс, Джером Керн) — 3:22
4. «Park Avenue Petite» (Бенні Голсон) — 3:58
5. «Top Shelf» (Джиммі Гіт) — 4:06
6. «Waverly Street» (Джиммі Гіт) — 5:00
7. «Blue Soul» (Блу Мітчелл) — 4:12
8. «Polka Dots and Moonbeams» (Джонні Берк, Джиммі Ван Гейзен) — 5:50
9. «Nica's Dream» (Горас Сільвер) — 6:32

## Учасники запису
- Блу Мітчелл — труба
- Кертіс Фуллер — тромбон (1, 2, 5, 6, 8, 9)
- Джиммі Гіт — тенор-саксофон (1, 2, 5, 6, 8, 9)
- Вінтон Келлі — фортепіано
- Сем Джонс — контрабас
- Філлі Джо Джонс — ударні

Технічний персонал
- Оррін Кіпньюз — продюсер
- Джек Гіггінс, Рой Фрідмен — інженери
- Мелвін Соколські — фотографія обкладинки
- Гарріс Левайн, Кен Брарен, Пол Бейкон — дизайн обкладинки